# سليمان الفالح
سليمان بن عثمان بن فالح الفالح (مواليد 1358 هـ / 1939 م، الزلفي) هو نائب رئيس هيئة التحقيق والادعاء العام سابقاً (النيابة العامة) في السعودية، ثم مستشاراً بوزارة الداخلية بالمرتبة الممتازة، تولى العديد من المناصب والمهام. أسهم بتأسيس هيئة التحقيق والادعاء العام (النيابة العامة) ثم أصبح نائباً لرئيس الهيئة ثم كلف رئيساً لها، وتم تكليفه أميرًا لمنطقة جازان أربع مرات عام 1410هـ و1412هـ و1415هـ و1426هـ. تقاعد في 1435هـ.

## النشأة
نشأ مع والده وجده الشيخ فالح قاضي الزلفي، درس بكتاتيب الشيخ محمد العمر مؤذن الجامع الكبير بالزلفي ثم بالمدرسة السعودية حين اُفتتحت عام 1369هـ ثم دَرَس بالمعهد العلمي بالرياض، وعمل عند المديفر كمحاسب وهو يدرس.

## التعليم
التحق سليمان بن عثمان الفالح بكلية الشريعة، وتخرج منها سنة 1379هـ، ثم التحق بالمعهد العالي للقضاء.

## الأعمال
كلفه الشيخ عبداللطيف آل الشيخ للتدريس بالمعهد العلمي بالأحساء وهو طالب بكلية الشريعة ثم عمل مديراً للمعهد العلمي في عنيزة من عام1382هـ ، وانتقل بعدها إلى الزلفي وافتتح المعهد العلمي بالزلفي واصبح مديراً له وانتقل بعدها لوزارة الداخلية في 1386هـ، وعمل مفتشًا بإدارة التفتيش ثم أصبح مديراً لها .